# 库马尔·高勒沃 (外交官)
库马尔·高勒沃（英語：Kumar Gaurav，1984年2月18日—），又译库马尔·高拉夫，印度外交官，2011年加入印度外事服務，現任印度駐聖彼得堡總領事，曾任印度駐阿富汗赫拉特總領事等職務。

## 經歷
库马尔·高勒沃生於1984年2月18日。拥有德里大學汉斯拉杰学院歷史學（榮譽）學士學位，賈瓦哈拉爾·尼赫魯大學碩士學位。在加入印度外事服務之前，在2010至2011年間曾在新德里的印度国立伊斯兰大学暫擔任助理教授。
2011年，加入印度外事服務部，選擇法語作爲必修外語。作為一名職業外交官，高勒沃於2013年8月至2017年8月期間在印度駐布魯塞爾大使館工作，負責管理歐洲議會的重要事務。2017年8月16日至2019年5月，擔任印度駐赫拉特總領事。
此外，在印度外交部工作期間他擔任過各種職務，負責處理中歐司和CNV&I司的監察事務。還曾任國務部長辦公室副处长。
2021年起任印度駐聖彼得堡總領事。

## 個人生活
他對歷史、政治、國際事務、體育和寶萊塢有濃厚的興趣。精通英語、法語、印地語和邁蒂利語。與妻子阿坎莎·尚卡蘭（Akansha Shankaran）育有一子一女。